# Risikogeburt
Unter einer Risikogeburt versteht man jede Geburt, die mit Symptomen einhergeht, die auf eine erhöhte Gefährdung des Kindes und/oder der Mutter hinweisen. Die Geburt nach einer Risikoschwangerschaft ist stets als Risiko einzustufen.
Aber auch nach unproblematischer Schwangerschaft können unter der Entbindung Risiken auftreten: 
- Vorzeitiger Blasensprung
- mekoniumhaltiges Fruchtwasser d. h. Fruchtwasser mit Ausscheidungen des Ungeborenen
- auffällige Herzfrequenzmuster
- Blutdruckerhöhung der Gebärenden
- langwieriger Geburtsverlauf über 16 Stunden
- Wehen-Anomalien u. v. m.

Zusammen mit einer Hebamme muss bei einer Risikogeburt auch ein Arzt anwesend sein, und zwei weitere Ärzte sollten für einen möglichen plötzlich notwendigen Kaiserschnitt in Bereitschaft sein.